# Antoine-Louis Chaumont de La Millière
Pour les articles homonymes, voir Chaumont.
Pour les autres membres de la famille, voir Famille Chaumont de La Galaizière.
Antoine-Louis Chaumont de La Millière, né en 1746 et mort en 1803, est l'intendant des finances des ponts et chaussées français de 1781 à 1792.

## Biographie
Fils de Jacques-Louis Chaumont de La Millière, intendant du Limousin, et neveu d'Antoine-Martin Chaumont de La Galaizière, chancelier de Lorraine et d'Henri-Ignace Chaumont de La Galaizière, ecclésiastique.
Il a maintenu dignement, à la tête de l'administration des ponts et chaussées, de 1781 au 10 août 1792, les traditions d'honneur et de dévouement aux intérêts généraux qu'avaient laissés Daniel-Charles Trudaine et Philibert Trudaine. En 1787, il a, en plus de ses responsabilités sur les ponts et chaussées, eu la responsabilité d'Intendant général des mines, minières et substances terrestres, auparavant confiée à Douet de la Boullaye.
Son portrait, don de Mme Héron de Villefosse sa fille, existe à l'École des ponts et chaussées.
Il a publié en 1790 et 1791 plusieurs mémoires sur l'organisation du service des ponts et chaussées, et a contribué puissamment à défendre le Corps, au milieu de difficultés incessantes créées par les agitations politiques et le renversement de toutes les anciennes institutions du pays. C'est à son action que sont dues les deux lois de février et août 1791 qui ont organisé, sur des bases fortes et durables, l'administration et le corps des ponts et chaussées.
Louis XVI disait que la Millière était le plus honnête homme du royaume et lui offrit deux fois, en 1787 et en 1790, le poste de contrôleur général des finances après Calonne et Necker, mais sans pouvoir vaincre sa résistance.
La Millière est mort en 1803 après avoir échappé, non sans peine, aux dangers de la Révolution. Il a été enterré au cimetière Montmartre.